# Urby Emanuelson
Urby Vitorrio Diego Emanuelson (né le 16 juin 1986 à Amsterdam, aux Pays-Bas) est un footballeur international néerlandais, évoluant au poste de milieu de terrain et arrière gauche. Il fait partie du Club van 100.
Il est le cousin de Jean-Paul Boëtius, également footballeur professionnel.

## Carrière

### Club

#### Ajax d'Amsterdam
Urby Emanuelson joue pour l'Ajax d'Amsterdam de 2004 à 2011.
Il atteint avec cette équipe les huitièmes de finale de la Coupe de l'UEFA en 2009, en étant battu par l'Olympique de Marseille.

#### En Italie
Le 23 janvier 2011, il s'engage pour l'AC Milan jusqu'au 30 juin 2014 afin de pallier l'absence de Gianluca Zambrotta et concurrencer Luca Antonini dont les performances sont jugées insuffisantes par Massimiliano Allegri, entraineur de l'équipe lombarde. Le montant du transfert est de 1,7 million d'euros. Il est principalement utilisé comme joker par Allegri à différents postes, d'arrière gauche à milieu offensif. Il commence la saison 2012-2013 en tant que titulaire mais perd sa place à la suite des difficultés du club. Si bien qu'en janvier 2013, il est prêté six mois en faveur de Fulham en Angleterre.
Laissé libre de tout contrat par Milan, il rejoint l'AS Rome à l'été 2014 où il ne dispute que 15 minutes de Serie A. En quête de temps de jeu, il prend la direction de l'Atalanta Bergame en janvier 2015. Sans club au terme de cette pige de six mois, il trouve un point de chute le 4 janvier 2016, signant en faveur de l'Hellas Vérone.

#### En Angleterre
Le 6 septembre 2016, il rejoint Sheffield Wednesday.

### Équipe nationale
Avec les moins de 20 ans, il participe à la Coupe du monde des moins de 20 ans en 2005. Lors du mondial junior qui se déroule dans son pays natal, il joue quatre matchs. Il se met en évidence lors de la rencontre de phase de poule face à l'Australie, en marquant un but et en délivrant une passe décisive. Les Néerlandais s'inclinent en quart de finale face au Nigeria, après une longue séance de tirs au but.
Le 17 mai 2006, il inscrit un but avec les espoirs, lors d'une rencontre amicale face à l'Allemagne (score : 2-2). Il participe quelques jours plus tard avec cette même équipe au championnat d'Europe espoirs organisé au Portugal. Lors de ce tournoi, il officie comme titulaire et joue cinq matchs. Les Néerlandais remportent la compétition en battant l'Ukraine en finale.
Lors de l'été 2008, il participe avec la sélection olympique aux Jeux olympiques d'été de 2008 organisés à Pékin. Lors du tournoi olympique, il officie comme titulaire et joue quatre matchs. Les Néerlandais s'inclinent en quart de finale face à l'Argentine, après prolongation.
Emanuelson reçoit 17 sélections en équipe des Pays-Bas entre 2006 et 2012.
Le 12 novembre 2005, il figure pour la première fois sur le banc des remplaçants de l'équipe nationale A, mais sans entrer en jeu, lors d'une rencontre amicale face à l'Italie (défaite 1-3). Il reçoit finalement sa première sélection en équipe des Pays-Bas le 16 août 2006, en amical contre l'Irlande (victoire 0-4).
Le 12 septembre 2007, il délivre sa première passe décisive, contre l'Albanie. Ce match gagné 0-1 rentre dans le cadre des éliminatoires de l'Euro 2008.
Il reçoit sa dernière sélection avec les Pays-Bas le 14 novembre 2012, en amical face à l'Allemagne (score : 0-0).

## Statistiques
| Club                    | Saison    | Championnat | Championnat | Championnat | Coupe nationale | Coupe nationale | Coupe nationale | La ligue des champions | La ligue des champions | La ligue des champions | Total | Total | Total |
| Club                    | Saison    | Part.       | Buts        | Passe       | Part.           | Buts            | Passe           | Part.                  | Buts                   | Passe                  | Part. | Buts  | Passe |
| ----------------------- | --------- | ----------- | ----------- | ----------- | --------------- | --------------- | --------------- | ---------------------- | ---------------------- | ---------------------- | ----- | ----- | ----- |
| Ajax Amsterdam Pays-Bas | 2004-2005 | 3           | 0           | 0           | 1               | 0               | 0               | 1                      | 0                      | 0                      | 5     | 0     | 0     |
| Ajax Amsterdam Pays-Bas | 2005-2006 | 26          | 1           | 0           | 7               | 1               | 0               | 8                      | 0                      | 0                      | 41    | 2     | 0     |
| Ajax Amsterdam Pays-Bas | 2006-2007 | 31          | 3           | 0           | 9               | 0               | 0               | 6                      | 0                      | 0                      | 46    | 3     | 0     |
| Ajax Amsterdam Pays-Bas | 2007-2008 | 31          | 3           | 0           | 6               | 0               | 0               | 4                      | 0                      | 0                      | 41    | 3     | 0     |
| Ajax Amsterdam Pays-Bas | 2008-2009 | 32          | 4           | 7           | 1               | 0               | 0               | 9                      | 0                      | 0                      | 42    | 4     | 7     |
| Ajax Amsterdam Pays-Bas | 2009-2010 | 31          | 5           | 7           | 7               | 2               | 1               | 10                     | 1                      | 0                      | 48    | 8     | 8     |
| Ajax Amsterdam Pays-Bas | 2010-2011 | 18          | 1           | 0           | 4               | 1               | 1               | 10                     | 0                      | 0                      | 32    | 2     | 1     |
| Ajax Amsterdam Pays-Bas | Total     | 172         | 17          | 14          | 35              | 4               | 2               | 48                     | 1                      | 0                      | 255   | 22    | 16    |
| AC Milan Italie         | 2010-2011 | 8           | 0           | 0           | 2               | 1               | 1               | 0                      | 0                      | 0                      | 10    | 1     | 1     |
| AC Milan Italie         | 2011-2012 | 30          | 2           | 6           | 5               | 0               | 1               | 7                      | 0                      | 0                      | 42    | 2     | 7     |
| AC Milan Italie         | 2012-2013 | 12          | 1           | 3           | 2               | 0               | 2               | 6                      | 1                      | 0                      | 20    | 2     | 5     |
| AC Milan Italie         | Total     | 50          | 3           | 9           | 9               | 1               | 4               | 13                     | 1                      | 0                      | 72    | 5     | 13    |
| Total                   | Total     | 222         | 20          | 23          | 44              | 5               | 6               | 61                     | 2                      | 0                      | 327   | 27    | 29    |

## Palmarès
| \| Ajax Amsterdam - Coupe des Pays-Bas (3) : - Vainqueur : 2004-05, 2005-06 et 2008-09. - Supercoupe des Pays-Bas (3) : - Vainqueur : 2005, 2006 et 2007. \| \| Milan AC - Championnat d'Italie (1) : - Champion : 2010-11. - Vice-champion : 2011-12. - Supercoupe d'Italie (1) : - Vainqueur : 2011. \| |  | Pays-Bas espoirs - Euro espoirs (1) : - Vainqueur : 2006.                                                                              |
| Ajax Amsterdam - Coupe des Pays-Bas (3) : - Vainqueur : 2004-05, 2005-06 et 2008-09. - Supercoupe des Pays-Bas (3) : - Vainqueur : 2005, 2006 et 2007. |  | Milan AC - Championnat d'Italie (1) : - Champion : 2010-11. - Vice-champion : 2011-12. - Supercoupe d'Italie (1) : - Vainqueur : 2011. |